# Тромбін-Весь
Тромбін-Весь (пол. Trąbin-Wieś) — село в Польщі, у гміні Бжузе Рипінського повіту Куявсько-Поморського воєводства.
Населення — 114 осіб (2011).
У 1975-1998 роках село належало до Влоцлавського воєводства.

## Демографія
Демографічна структура станом на 31 березня 2011 року:
|          | Загалом | Допрацездатний вік | Працездатний вік | Постпрацездатний вік |
| -------- | ------- | ------------------ | ---------------- | -------------------- |
| Чоловіки | 54      | 12                 | 34               | 8                    |
| Жінки    | 60      | 6                  | 39               | 15                   |
| Разом    | 114     | 18                 | 73               | 23                   |